# Improphantes biconicus
Improphantes biconicus är en spindelart som först beskrevs av Andrei V. Tanasevitch 1992.  Improphantes biconicus ingår i släktet Improphantes och familjen täckvävarspindlar. Inga underarter finns listade i Catalogue of Life.